# 마리오 브레가
마리오 브레가(이탈리아어: Mario Brega, 1923년 3월 5일 ~ 1994년 7월 23일)는 이탈리아의 배우이다. 세르조 레오네 감독의 스파게티 웨스턴 《황야의 무법자》와 《석양의 건맨》의 조역으로 출연하였다.

## 출연 작품
- 탐정 학교의 낙제생들 (1985)
- 원스 어폰 어 타임 인 아메리카 (1984)
- 만약 당신을 만난다면, 나는 당신을 죽일거야 (1971)
- La taglia e tua... l'uomo l'ammazzo io  (1969)
- Una Lunga Fila Di Croci (1969)
- 위대한 침묵 (1968)
- 데스 라이즈 어 호스 (1967)
- 석양의 무법자 (1966)
- 석양의 건맨 (1965)
- 레츠 토크 어바웃 우먼 (1964)
- 황야의 무법자 (1964)